# 산본 나들목
산본 나들목(Sanbon IC)은 경기도 군포시 산본2동, 안양시 만안구 안양8동에 걸쳐 설치된 수도권제1순환고속도로의 30번 교차로이다. 트럼펫 형태의 나들목이나 수리산의 지형적 이유로 인하여 불가피하게 터널 바로 앞에 나들목이 위치하게 되어 뒤집어진 트럼펫 형태를 독특하게 띠고 있다. 군포시내로 진출할 수 있으며, 인근에 수도권 전철 4호선 안산선 산본역과 군포시문화예술회관이 있다.

## 연혁
- 1992년 8월 20일 : 나들목 신설을 위해 안양도시계획시설 교통광장에 군포시 산본동 일대를 산본 나들목으로 고시[1]
- 1996년 10월 31일 : 서울외곽순환고속도로 평촌 ~ 산본 구간 개통과 함께 영업 개시[2]
- 1999년 11월 26일 : 장수 나들목 ~ 산본 나들목 구간 개통

## 구조물 정보
- 위치: 경기도 군포시 산본2동, 안양시 만안구 안양8동

## 접속하는 도로
- 산본로